# Търновска носия
Търновска носия е традиционно облекло характерно за Търновския край.

## История
Съвременната Търновска носия е еднопрестилъчна,в комбинация с бяла риза или сукман. Съществува многоообразие от традиционни облекла за този регион,съчетаващи полски и балкански мотиви. Характерно за женските носии е т.нар. „Великотърновски сокай“ - сложна плетка,чиито корени се крият в женските болярски облекла.